# 17521 Kiek
17521 Kiek (tên chỉ định: 1993 BR4) là một tiểu hành tinh vành đai chính. Nó được phát hiện bởi Eric Walter Elst ở Caussols, Alpes-Maritimes, Pháp, ngày 27 tháng 1 năm 1993. Nó được đặt theo tên Israël David Kiek, a Dutch photographer of the 19th century.